# Gonomyia fimbriata
Gonomyia fimbriata är en tvåvingeart som beskrevs av Alexander 1959. Gonomyia fimbriata ingår i släktet Gonomyia och familjen småharkrankar. Inga underarter finns listade i Catalogue of Life.